# Напівпровідник n-типу

Схематичне зображення кремнію із донорною домішкою фосфору

Напівпровідни́к n-ти́пу — напівпровідник, в якому основні носії заряду — електрони провідності.
Для того, щоб отримати напівпровідник n-типу, власний напівпровідник легують донорами. Здебільшого це атоми, які мають на валентній оболонці на один електрон більше, ніж атоми напівпровідника, який легується. При не надто низьких температурах електрони зі значною
ймовірністю переходять із донорних рівнів у зону провідності, де їхні стани делокалізовані й вони можуть вносити внесок у електричний струм.
Кількість електронів у зоні провідності залежить від концентрації донорів, енергії донорних рівнів, ширини забороненої зони напівпровідника, температури, ефективної густини рівнів у зоні провідності.
Здебільшого легування проводиться до рівня 1013 — 1019 донорів на см3. При високій концентрації
донорів напівпровідник стає виродженим.